# Mrežničko Dvorište
Mrežničko Dvorište es una localidad de Croacia en el ejido de la ciudad de Duga Resa, condado de Karlovac.

## Geografía
Se encuentra a una altitud de 141 m s. n. m. a 64,7 km de la capital nacional, Zagreb.

## Demografía
En el censo 2011, el total de población de la localidad fue de 65 habitantes.
| Gráfica de población de Mrežničko Dvorište 1857-2011                |
|                                                                     |
| Según los censos de población de la oficina estadística de Croacia. |